# Werner Neubert (Journalist)

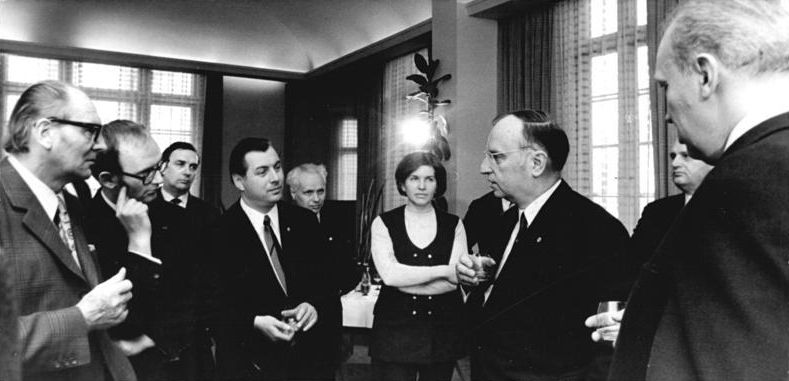
20-jähriges Bestehen des Schriftstellerverbandes (Neubert vorn 3.v.l.)

Werner Neubert (* 22. November 1929 in Wilsdruff) ist ein ehemaliger deutscher (DDR) Journalist, Zensur-Lektor, Inoffizieller Mitarbeiter der Stasi, Autor und Hochschullehrer.

## Leben und Wirken
Werner Neubert wurde 1929 im sächsischen Wilsdruff geboren. Er besuchte die Volksschule und ging in die Oberschule über, die er jedoch kriegsbedingt abbrechen musste. Er kam als Angehöriger des Volkssturms im Raum Dresden und in Böhmen zum Einsatz. Nach dem Krieg beendete er die Oberschule. Er trat 1945 in die KPD und wurde mit der Zwangsvereinigung von SPD und KPD 1946 Mitglied der SED. 1946 war er Lehrgangsteilnehmer an einer der FDJ-Landesjugendschulen Sachsens. Er übte den Beruf eines Bauhilfsarbeiters aus und half ehrenamtlich in der FDJ-Kreisleitung Meißen mit. 1948 legte er die Sonderreifeprüfung in Chemnitz ab. Danach war er zunächst Volontär, anschließend Redakteur und Journalist bei der Volksstimme Chemnitz. Bei der Zeitschrift Neuer Weg war er von 1951 bis 1953 angestellt. Von 1953 bis 1955 studierte er an der Parteihochschule Philosophie und Geschichte. Nach Beendigung kehrte er zum Neuen Weg zurück, wo er bis 1961 blieb. Es folgte eine Aspirantur im Fach Literaturwissenschaft und Ästhetik am Institut für Gesellschaftswissenschaften beim ZK der SED (IfG) in Ost-Berlin. Im Januar 1965 wurde er am Lehrstuhl für Theorie und Geschichte der Literatur und Kunst zum Dr. phil. promoviert. Er hatte zum Thema „Gesellschaftliche Aufgaben, ästhetische Möglichkeiten der sozialistischen Satire“ gearbeitet. 1966 erschien die Arbeit als Buch unter dem Titel Die Wandlung des Juvenal. Ab 1964 war er bereits Dozent am IfG, später an der Deutschen Akademie für Staats- und Rechtswissenschaft in Potsdam-Babelsberg. Nach bestandener Promotion B war er in Babelsberg von 1975 bis 1990 ordentlicher Professor für Kunst und Literatur. Dort hatte er auch die Leitung des Lehrstuhls für Kulturtheorie/Ästhetik inne.
Von 1966 bis 1974 war Neubert in Nachfolge von Wolfgang Joho Chefredakteur der vom Schriftstellerverband der DDR monatlich herausgegebenen Literaturzeitschrift Neue Deutsche Literatur. Von 1969 bis 1978 war er Sekretär des Schriftstellerverbandes und zeitweise Mitglied seines Präsidiums. Er war Mitglied der Internationalen Vereinigung der Literaturkritiker. Sein Betätigungsfeld umfasste literaturkritische und essayistische Beiträge für Zeitungen, Zeitschriften und im Rundfunk, die mitunter gesammelt in Buchform erschienen, daneben schrieb er Lyrik, Novellen und Romane und fungierte als Herausgeber.
Werner Neubert war Oberleutnant der Reserve und Mitarbeiter des Zentralkomitees der SED. Für das Ministerium für Staatssicherheit (MfS) war er von 1968 bis 1989 als Inoffizieller Mitarbeiter (IM) beziehungsweise Experten-IM (IME) „Wolfgang Köhler“ im Einsatz. In dieser Funktion schlug er eine rhetorische Taktik vor, dem Vorwurf der Unterdrückung unliebsamer Literatur zu begegnen. Des Weiteren gab er 1976 die Anthologie Berliner Schriftsteller erzählen heraus, worin überwiegend Texte von der SED verbundenen Schriftstellern enthalten sind. Sie sollte die operativ durch Infiltration des Planungs-Kollektivs verhinderte Anthologie Berliner Geschichten ersetzen, in der unbotmäßige Autoren veröffentlichen wollten. Ein wiederkehrender Auftrag an ihn lautete, literarische Schwachstellen bei missliebigen Autoren herauszufinden, damit für Zensurmaßnahmen eine Angriffsfläche geboten wurde, und somit der wirkliche Ablehnungsgrund, der politischer Natur war, verschleiert werden konnte. Diese Methoden wurden beispielsweise bei Erich Loest angewandt. In diesem Fall war die Verunsicherungs- und Zermürbungsstrategie durch permanente Umarbeitungs-Vorschriften mit einer Hinhaltetaktik verknüpft. Loests Roman Es geht seinen Gang oder Mühen in unserer Ebene sollte nicht anderswo angeboten werden können. Stefan Heym sprach Neubert in den 1970er Jahren das Recht ab, sich Schriftsteller zu nennen, Günter Kunert unterstellte er in einem Gutachten eine feindliche Haltung gegenüber der DDR und bezüglich Wolf Biermann findet sich in Neuberts Berichten die Bemerkung, dass der Ausgebürgerte „noch gut bedient“ sei, da er eigentlich ins Gefängnis gehöre. Über den sowjetischen Dissidenten Alexander Solschenizyn schrieb er, dass dessen wahre Absicht darin läge, den Kommunismus zu dämonisieren.
1990 ging Werner Neubert in Rente und zog sich in sein Heim in Kleinmachnow zurück.

## Schriften
- Die Wandlung des Juvenal. Satire zwischen gestern und morgen. Dietz Verlag, Berlin 1966.
- Skrupel, Reue und Chancen des Kritikers. Beiträge zur Literaturkritik in der DDR. Mitteldeutscher Verlag, Halle (Saale)/Leipzig 1979.
- Literatur – Geschichte – Wehrmotiv. Essays und Rezensionen. Militärverlag der Deutschen Demokratischen Republik, Berlin 1982.
- Die preußische Hochzeit. Militärverlag der Deutschen Demokratischen Republik, Berlin 1982.
- Die Beschießung Almerías. Militärverlag der Deutschen Demokratischen Republik, Berlin 1984.
- Und wenn der Zügel reißt… Ein Roman um Prinz Louis Ferdinand von Preußen. Militärverlag der Deutschen Demokratischen Republik, Berlin 1986, ISBN 3-327-00135-9.
- Heldengestalten in Kunst und Literatur – Ansporn zur vorbildlichen Erfüllung des Fahneneides. Lektorenmaterial. 1987.
- Soldat und Buch – Legende und Wirklichkeit. Essays zur Literatur. Mit einer einleitenden Betrachtung von Jürgen Kuczynski. Militärverlag der Deutschen Demokratischen Republik, Berlin 1989, ISBN 3-327-00785-3.

Neubert schrieb außerdem eine Vielzahl an Rezensionen, Artikeln und Essays über seinerzeit aktuelle DDR-Schriftsteller, gelegentlich auch über literaturgeschichtlich bedeutende wie zum Beispiel Heinrich Heine. Es gab auch Abdrucke von Interviews, manchmal „Werkstattgespräch“ genannt. Häufig beschäftigte er sich mit Franz Fühmann sowie mit seinem erklärten Vorbild Ludwig Renn.

## Herausgaben
- Sozialistischer Realismus – Positionen, Probleme, Perspektiven. Eine Einführung. Herausgegeben von Prof. Dr. Erwin Pracht und Dr. Werner Neubert. Dietz Verlag, Berlin 1970. (Darin auch ein Vorwort und eine nicht gezeichnete Mitautorenschaft Neuberts.)
- Ich hab ein neues Schiff bestiegen…Heine im Spiegel neuer Poesie und Prosa. Eine Anthologie. Herausgegeben von Uwe Berger und Dr. Werner Neubert. Mit einer Graphik von Ursula Mattheuer-Neustädt. Aufbau-Verlag, Berlin/Weimar 1972. (Darin auch ein Vorwort und ein Essay von Neubert.)
- Alexander Abusch. Bildnis eines Revolutionärs. Freunde und Genossen über ihre Begegnungen mit Alexander Abusch in fünf Jahrzehnten. Herausgegeben von der Deutschen Akademie der Künste zu Berlin und dem Deutschen Kulturbund. Redaktion und Mitarbeit: Dr. Werner Neubert. Aufbau-Verlag, Berlin/Weimar 1972. (Hierin Beitrag von Neubert: Alexander Abusch. Ein Beitrag zu einem Lebensbild, S. 15–97.)
- Berliner Schriftsteller erzählen. Mit zehn Graphiken von zehn Berliner Künstlern. Herausgegeben vom Vorstand des Bezirksverbandes Berlin des Schriftstellerverbandes der DDR. [Für die Herausgeber Werner Neubert.] Aufbau-Verlag, Berlin/Weimar 1976. (Darin auch ein Vorwort von Neubert.)
- Humanismus – Frieden – Sozialismus. Protokoll der öffentlichen Tagung des Rates der Sektion Marxismus-Leninismus der Akademie für Staats- u. Rechtswissenschaft der DDR am 9. Oktober 1984. (= Aktuelle Beiträge der Staats- und Rechtswissenschaft; Heft 317). Akademie für Staats- u. Rechtswissenschaft der DDR, Potsdam-Babelsberg 1985.

## Auszeichnungen
- 1971: Heinrich-Heine-Preis des Ministeriums für Kultur der DDR
- 1979: Vaterländischer Verdienstorden
- 1983: Theodor-Körner-Preis der bewaffneten Organe der DDR